# Robert Stephen Adamson
Robert Stephen Adamson (Manchester, 2 de março de 1885 - Jedburgh, 6 de novembro de 1965) foi um botânico britânico.

## Biografia
Realizou seus estudos em Edimburgo onde obteve mestrado em artes em 1906  e seu doutorado em ciências em 1907. Logo parte para completar seus estudos na  Universidade de Cambridge onde obteve seu mestrado em artes em 1912.
Adamson ensinou na Universidade de Manchester de 1912 a 1923. Posteriormente ocupou a cátedra de botânica na Universidade da Cidade do Cabo.
Presidiu a Real Sociedade da África do Sul de 1946 a 1948. Em 1950 retornou para a Grã-Bretanha.

## Algumas publicações
- 1938. Vegetation of South Africa

## Fonte
- Some Biogeographers, Evolutionists and Ecologists: Chrono-Biographical Sketches